# Landesregierung Sausgruber III
Die Landesregierung Sausgruber III war die Vorarlberger Landesregierung von 2004 bis 2009 unter Landeshauptmann Herbert Sausgruber. Die Mitglieder der Landesregierung wurden am 5. Oktober 2004 vom Vorarlberger Landtag gewählt. Die Österreichische Volkspartei bildete nach der Landtagswahl 2004 eine Koalition mit der Freiheitlichen Partei Österreichs, wodurch die FPÖ seit 1974 ununterbrochen an der Regierung beteiligt war. Die FPÖ stellte dabei ein Mitglied der siebenköpfigen Landesregierung. Die ÖVP stellte mit der dritten Landesregierung unter Herbert Sausgruber ihre 15. Landesregierung in Folge seit der Wiedererlangung der Vorarlberger Souveränität im Jahr 1945.
Während der Gesetzgebungsperiode kam es am 13. Dezember 2006 zu einem ersten Wechsel im Regierungsteam. Landesstatthalter Hans-Peter Bischof schied aus gesundheitlichen Gründen aus dem Amt aus. Ihm folgte der damalige Klubobmann der Volkspartei im Landtag, Markus Wallner, nach, der am selben Tag vom Landtag in sein neues Amt gewählt wurde.
In der Landtagssitzung vom 10. Dezember 2008 schied zudem Landesrat Manfred Rein aus seinem Amt aus, nachdem er bereits am 20. November zum Präsidenten der Wirtschaftskammer Vorarlberg gewählt worden war. Sein Nachfolger als Wirtschaftslandesrat wurde Karlheinz Rüdisser, der zuvor die Wirtschaftsabteilung im Amt der Vorarlberger Landesregierung geleitet hatte.

## Regierungsmitglieder
| Amt                                                     | Bild | Name                                                  | Partei | Partei | Zuständigkeitsbereiche |
| ------------------------------------------------------- | ---- | ----------------------------------------------------- | ------ | ------ | --- |
| Landeshauptmann                                         |      | Herbert Sausgruber                                    |        | ÖVP    | Personal, Finanzangelegenheiten, Vermögensverwaltung, Gebarungskontrolle, Regierungsdienste, Europaangelegenheiten und Außenbeziehungen, Wissenschaft, Studienförderung, Feuerpolizei, Hilfs- und Rettungswesen, Katastrophenbekämpfung |
| Landesstatthalter                                       |      | Markus Wallner ab 13. Dezember 2006                   |        | ÖVP    | Gesundheitsrecht und Sozialversicherung, Sanitätsangelegenheiten, Kultur, Weiterbildung, Archiv- und Bibliothekswesen, Musikschulen, Behindertenhilfe                                                                                   |
| Landesrat                                               |      | Dieter Egger                                          |        | FPÖ    | Hochbau, Wasserwirtschaft und Gewässerschutz, Maschinenwesen, Elektro- und Seilbahntechnik, Aufzugstechnik, Abfallwirtschaft |
| Landesrat                                               |      | Karlheinz Rüdisser ab 10. Dezember 2008               |        | ÖVP    | Allgemeine Wirtschaftsangelegenheiten, insbesondere Wirtschafts- und Verkehrspolitik, Tourismus, Wirtschaftsrecht, insbesondere Gewerbe- und Wasserrecht, Raumplanung und Baurecht, Wohnbauförderung, Verkehrsrecht, Straßenbau         |
| Landesrätin                                             |      | Greti Schmid                                          |        | ÖVP    | Familie, Frauen, Jugend und Senioren, Soziales, Pflege und Betreuung, Angelegenheiten der Entwicklungszusammenarbeit, Informatik, Telekommunikationspolitik                                                                             |
| Landesrat                                               |      | Erich Schwärzler                                      |        | ÖVP    | Landwirtschaft, Umweltschutz, Innere Angelegenheiten und Integration, Forstwesen, Energie, Veterinärangelegenheiten, Wildbach- und Lawinenverbauung, Landwirtschaftlicher Wasserbau                                                     |
| Landesrat                                               |      | Siegmund Stemer                                       |        | ÖVP    | Gesetzgebung, Amtsführender Präsident des Landesschulrates für Vorarlberg, Schule, Sport |
| Vorzeitig ausgeschiedene Mitglieder der Landesregierung |      |                                                       |        |        | |
| Landesstatthalter                                       |      | Hans-Peter Bischof ausgeschieden am 13. Dezember 2006 |        | ÖVP    | Gesundheitsrecht und Sozialversicherung, Sanitätsangelegenheiten, Kultur, Weiterbildung, Archiv- und Bibliothekswesen, Musikschulen, Behindertenhilfe                                                                                   |
| Landesrat                                               |      | Manfred Rein ausgeschieden am 10. Dezember 2008       |        | ÖVP    | Allgemeine Wirtschaftsangelegenheiten, insbesondere Wirtschafts- und Verkehrspolitik, Tourismus, Wirtschaftsrecht, insbesondere Gewerbe- und Wasserrecht, Raumplanung und Baurecht, Wohnbauförderung, Verkehrsrecht, Straßenbau         |